# Миколаївський район (Одеська область)
Микола́ївський райо́н — колишній район, розташований у північно-східній частині Одеської області.
Районний центр: смт Миколаївка.
Ліквідований відповідно до Постанови Верховної Ради України «Про утворення та ліквідацію районів» від 17 липня 2020 року № 807-IX.

## Загальні відомості
Район сільськогосподарської спрямованості, основний напрямок сільськогосподарських підприємств — зерно-м'ясо-молочний розвиток.
Територія району — 109,3 тис.га, в тому числі сільськогосподарських угідь — 95,8 тис. га, із них ріллі 80,1 тис. га. Територіально межує з півдня — з Березівським районом Одеської області, з заходу — з Ширяївським районом Одеської області, з півночі — з Любашівським районом Одеської області і Врадіївським районом Миколаївської області.
Адміністративний і культурний центр району — селище міського типу Миколаївка (до 1945 року — Миколаївка Друга), розташоване в північно-східній частині району на відстані 153 км від обласного центра. До найближчої залізничної станції Колосівка (на лінії Одеса — Помічна) — 38 км.

## Історія
Поблизу Миколаївки виявлена мезолітична стоянка (13—18 тис. років тому). Миколаївка, як свідчать історичні джерела, заснована у XVIII столітті і належала надвірному раднику Хаїмову. В 1795 році налічувалось 65 дворів з населенням 261 чоловік. На початку XIX століття кількість жителів збільшилась за рахунок переселених сюди кріпаків з містечка Ак–Мечеть (нині село Прибужжя Доманівського району). У другій половині XIX століття Миколаївка згадується вже як волосний центр (Миколаївська друга волость).
Район утворено 25 травня 1945 року розукрупненням Андрієво-Іванівського району з центром в с. Миколаївка Друга та передачею сільрад: Миколаївська, Антонюківська, Благовіщенська (Новопетрівська), Василівська (Василівка), Дружелюбівська (Дружелюбівка), Любов-Олександрівська (Олексіївська), Переселенська (Переселенці), Романівська (Романівка), Софіївська (Софіївка), Ульяновська сільські ради.
05.02.1965 Указом Президії Верховної Ради Української РСР
село Копи Миколаївської сільради Миколаївського району передано до складу Доманівського району Миколаївської області з підпорядкуванням села Володимирівській сільській Раді.

## Географія
Миколаївський район засновано у 1946 році. Миколаївський район знаходиться на окраїні Російської платформи в Причорноморському степу і характеризується помірно континентальним степовим кліматом.
На території району відсутні значні водойми. З півночі на південь він перетинається долинами і балками річок Тилігул і Чичиклія, які пересихають влітку. Уздовж русел цих річок, в основному, і розташовані села району, які мають витягнуту конфігурацію, неорганізовану забудову, у ряді випадків з однією вулицею, що забудована з однієї або двох сторін.

## Населення
Розподіл населення за віком та статтю (2001)
| Стать | Всього | До 15 років | 15-24 | 25-44 | 45-64 | 65-85 | Понад 85 |
| --- | ------ | ----------- | ----- | ----- | ----- | ----- | -------- |
| Чоловіки | 9401   | 2165        | 1235  | 2744  | 2275  | 946   | 36       |
| Жінки | 10 753 | 2030        | 1177  | 2787  | 2670  | 1911  | 178      |
| \| Статево-вікова піраміда \| Статево-вікова піраміда \| Статево-вікова піраміда \| \| ----------------------- \| ----------------------- \| ----------------------- \| \| Чоловіки \| Вік \| Жінки \| \| 36 \| 85 + \| 178 \| \| 56 \| 80-84 \| 177 \| \| 184 \| 75-79 \| 581 \| \| 361 \| 70-74 \| 650 \| \| 345 \| 65-69 \| 503 \| \| 647 \| 60-64 \| 871 \| \| 360 \| 55-59 \| 497 \| \| 607 \| 50-54 \| 585 \| \| 661 \| 45-49 \| 717 \| \| 730 \| 40-44 \| 771 \| \| 726 \| 35-39 \| 748 \| \| 708 \| 30-34 \| 675 \| \| 580 \| 25-29 \| 593 \| \| 571 \| 20-24 \| 536 \| \| 664 \| 15-20 \| 641 \| \| 993 \| 10-14 \| 882 \| \| 693 \| 5-9 \| 661 \| \| 479 \| 0-4 \| 487 \| |        |             |       |       |       |       |          |
| Статево-вікова піраміда |        |             |       |       |       |       |          |
| Чоловіки | Вік    | Жінки       |       |       |       |       |          |
| 36 | 85 +   | 178         |       |       |       |       |          |
| 56 | 80-84  | 177         |       |       |       |       |          |
| 184 | 75-79  | 581         |       |       |       |       |          |
| 361 | 70-74  | 650         |       |       |       |       |          |
| 345 | 65-69  | 503         |       |       |       |       |          |
| 647 | 60-64  | 871         |       |       |       |       |          |
| 360 | 55-59  | 497         |       |       |       |       |          |
| 607 | 50-54  | 585         |       |       |       |       |          |
| 661 | 45-49  | 717         |       |       |       |       |          |
| 730 | 40-44  | 771         |       |       |       |       |          |
| 726 | 35-39  | 748         |       |       |       |       |          |
| 708 | 30-34  | 675         |       |       |       |       |          |
| 580 | 25-29  | 593         |       |       |       |       |          |
| 571 | 20-24  | 536         |       |       |       |       |          |
| 664 | 15-20  | 641         |       |       |       |       |          |
| 993 | 10-14  | 882         |       |       |       |       |          |
| 693 | 5-9    | 661         |       |       |       |       |          |
| 479 | 0-4    | 487         |       |       |       |       |          |

Населення району мешкає в 44 населених пунктах (із них 1 селище міського типу), що входять до селищної та 12 сільських рад. Чисельність населення району становить 17635 осіб, кількість його скорочується.
Населення району становить 17349 тис. чол., міські поселення 3146 чол., сільська місцевість 14203 чол., пенсіонерів — 5095 осіб.

## Промисловість
Промисловість району представлена — ТОВ «Миколаївський сирзавод», хлібозавод ТОВ «Марина» та ТОВ «Миколаївська друкарня».
Торговельну діяльність в районі здійснюють 118 об'єктів торгівлі та громадського харчування, загальна торгова площа становить понад 6640 м².
В процесі реформування агропромислового комплексу району на базі колишніх колективних сільськогосподарських підприємств створено нові формування:
— приватні підприємства — 20
— товариства з обмеженою відповідальністю — 35
— фермерські господарства — 267
Сільське господарство спеціалізується на виробництві зерна.
Триває розвиток підприємництва та інших видів економічної діяльності.
Житловий фонд становить 8771 двір.

## Транспорт
Територією району проходить автошлях E95М05.

## Соціальна сфера
В районі функціонують аграрний ліцей, 16 загальноосвітніх шкіл, дві школи—інтернати, 3 — навчально—виховних об'єднання, дитяча музична школа, дитячо—юнацька спортивна школа, 9 дитячих дошкільних закладів.
Медична допомога жителям району надається Миколаївською центральною районною лікарнею, 1 дільничною лікарнею, 1 сільською дільничною амбулаторією та 24 фельдшерсько—акушерськими пунктами.
В районі зареєстровано 40 політичних партій, 16 громадських об'єднань, 15 релігійних громад, розташовано 2 музеї (історико—краєзнавчий та імені С. Олійника) з пам'яток архітектури та культури (палац Куріса в с Ісаєве, Свято—Миколаївська церква в с. Романівка, пам'ятник Т. Г. Шевченку в смт Миколаївка).

## Проблемні питання
— газифікація Миколаївської ЗОШ та центральної районної лікарні;
— капітальний ремонт мосту через р. Чичиклія;
— капітальний ремонт фельдшерсько—акушерського пункту с. Скосарівка, опалювальної системи Стрюківської ЗОШ та адмінбудинку смт Миколаївка,
— капітальний ремонт доріг вулицями смт Миколаївка;
— виготовлення технічної документації на 16 — ти квартирний житловий будинок в смт Миколаївка та на реконструкцію спортивного залу і їдальні Миколаївської ЗОШ;

## Видатні особистості
У селі Левадівка проживав Степан Олійник — український письменник-сатирик.

### Відомі уродженці
- Ведута Павло Пилипович (4(17) липня 1906, с. Журівка — 19 жовтня 1987) — український новатор сільськогосподарського виробництва, голова колгоспу ім. XXII з'їзду КПРС (нині ТОВ ім. Ведути) Березівського району Одеської області УРСР, двічі Герой Соціалістичної Праці (1949, 1958), один з 225 людей за всю історію нагороджень в СРСР, удостоєний золотої зірки Героя Соціалістичної праці вдруге, депутат Верховної Ради УРСР 6—10-го скликань.

## Політика
25 травня 2014 року відбулися Президентські вибори України. У межах Миколаївського району було створено 28 виборчих дільниць. Явка на виборах складала — 52,46 % (проголосували 7 322 із 13 956 виборців). Найбільшу кількість голосів отримав Петро Порошенко — 46,85 % (3 430 виборців); Юлія Тимошенко — 20,88 % (1 529 виборців), Сергій Тігіпко — 8,59 % (629 виборців), Олег Ляшко — 7,51 % (550 виборців). Решта кандидатів набрали меншу кількість голосів. Кількість недійсних або зіпсованих бюлетенів — 1,66 %.